# Эскадренные миноносцы типа «Сиранэ»
Эскадренные миноносцы типа «Сиранэ» (яп. しらね型護衛艦 сиранэ-ката-гоэйкан) — тип эскадренных миноносцев 1970-х годов постройки, состоящий на вооружении Морских Сил Самообороны Японии. Эсминцы типа «Сиранэ» являются дальнейшим развитием эскадренных миноносцев типа «Харуна». Отличительной особенностью кораблей этого типа является большой ангар, вмещающий до трёх вертолётов. На кораблях этого типа впервые в японском флоте установлены трёхмерные радары — NEC OPS-12.
«Курама» представлял МСС Японии во время празднования 300-летия Российского флота во Владивостоке в июле 1996 года, положив начало обмену визитами кораблей в современной истории России и Японии.

## Состав серии
| Бортовой номер | Название | Заложен    | Спущен     | В строю    | Списан | Порт приписки |
| -------------- | -------- | ---------- | ---------- | ---------- | ------ | ------------- |
| DDH-143        | Shirane  | 25.02.1977 | 18.09.1978 | 17.03.1980 | 2014   | Йокосука      |
| DDH-144        | Kurama   | 17.02.1978 | 20.09.1979 | 27.03.1981 | 2017   | Сасебо        |

## Инциденты

### Пожар на «Сиранэ»
15 декабря 2007 года на борту «Сиранэ», стоявшего на якоре в Йокосуке, вспыхнул пожар в районе отсека рулевого управления. Борьба с пожаром заняла 7 часов, 4 члена команды получили ожоги.

### Столкновение «Курамы»
27 октября 2009 года «Курама» столкнулся с южнокорейским контейнеровозом под мостом Канмон в проливе Канмон у побережья Японии. Хотя оба судна остались на плаву, «Курама» был тяжело повреждён и горел в течение 4 часов. Три члена экипажа были ранены.